# فلورا، نروژ
فلورا (به لاتین: Flora) یک شهرداری در نروژ است که در سون اوگ فوردان واقع شده‌است.

## خصوصیات
هامار ۶۹۳٫۲۸ کیلومترمربع مساحت و ۱۱٬۶۹۷ نفر جمعیت دارد